# 언파서

파스 트리, 이것은 언파싱되었을 때 "John hit the ball"을 생성한다.

컴퓨팅에서, 언파서 (unparser)는 주어진 파스 트리에서 문자들이나 이미지 구성 요소들의 집합을 구성하는 시스템이다.
언파서는 사실상 전통적인 구문 분석기의 역이며, 이것은 문자열들을 받아서 파스 트리를 만든다. 언파싱은 일반적으로 트리 순회가 발생할 때, 파스 트리에 대한 특정한 규칙 집합의 적용과 관련된다.
트리가 텍스트와 그래픽 요소 모두를 포함한다고 주어졌을 때, 언파서는 두 분리된 모듈들을 가지며, 이것들은 각자 관련된 구성 요소들을 다룬다. 이러한 경우에 "주인 언파서"는 주어진 중첩된 구조가 이것에 의해서 또는 다른 모듈에 의해서 처리되어야 하는지를 결정하기 위해서 "주인 언파스 테이블"을 찾는다.

## 같이 보기
- 형식 문법